# Aleksej Lobanov-Rostovskij

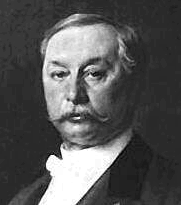
Aleksej Lobanov-Rostovskij

Furst Aleksej Borisovitj Lobanov-Rostovskij, född 20 december 1824 i guvernementet Voronezj, död 30 augusti 1896 Sjepetovka, guvernementet Volynien, var en rysk diplomat. 
Lobanov hade sin tidigare diplomatiska verksamhet förlagd huvudsakligen till Konstantinopel, där han 1856 blev legationsråd, 1859-63 var envoyé och 1878-79 ambassadör. Dessemellan var han bl. a. 1868-78 inrikesministersadjoint.
I september 1879 blev Lobanov rysk ambassadör i London, förflyttades 1882 till Wien och i januari 1895 till Berlin samt utsågs i mars sistnämnda år (efter Nikolaj von Giers) till utrikesminister.
Med sällsynt kraft och duglighet begagnade han sig av de gynnsamma förhållanden, som Alexander III:s politik skapat, och uppnådde betydande resultat både i Östasien. Lobanov var en av upphovsmännen bakom den s.k. "trippelinterventionen", där Ryssland, Frankrike och Tyskland tvingade Japan att avstå från vissa landvinningar i Shimonosekifördraget 1895. I gengäld lyckades Lobanov utverka en rad eftergifter från Kina enligt det s.k. Li-Lobanov-avtalet, vilket Lobanov och Li Hongzhang slöt 1896 och gav Ryssland vidsträckta privilegier i Manchuriet.
Lobanov verkade även för att konsolidera det ryska inflytandet på Balkanhalvön. 
Lobanov avled plötsligt i en järnvägskupé på resa från Wien till Kiev 30 augusti 1896.